# Dorfkirche Zehna

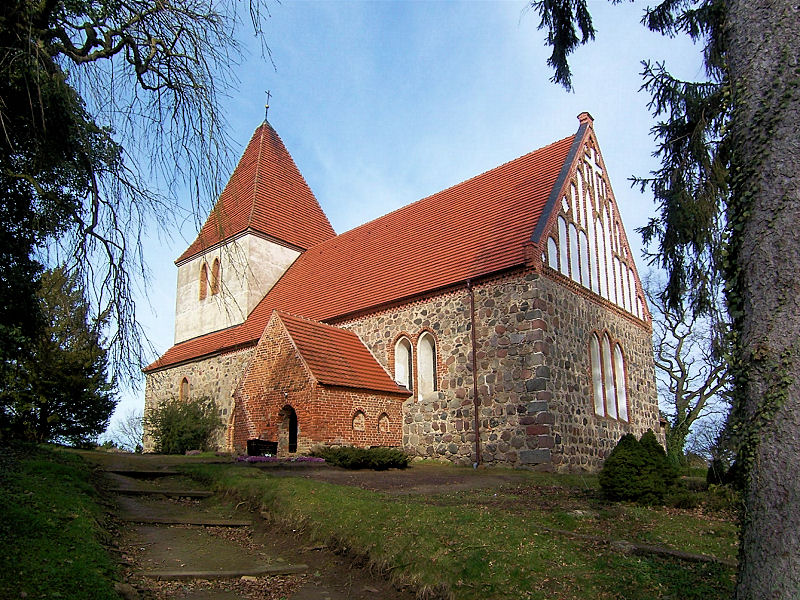
Dorfkirche Zehna, 2008

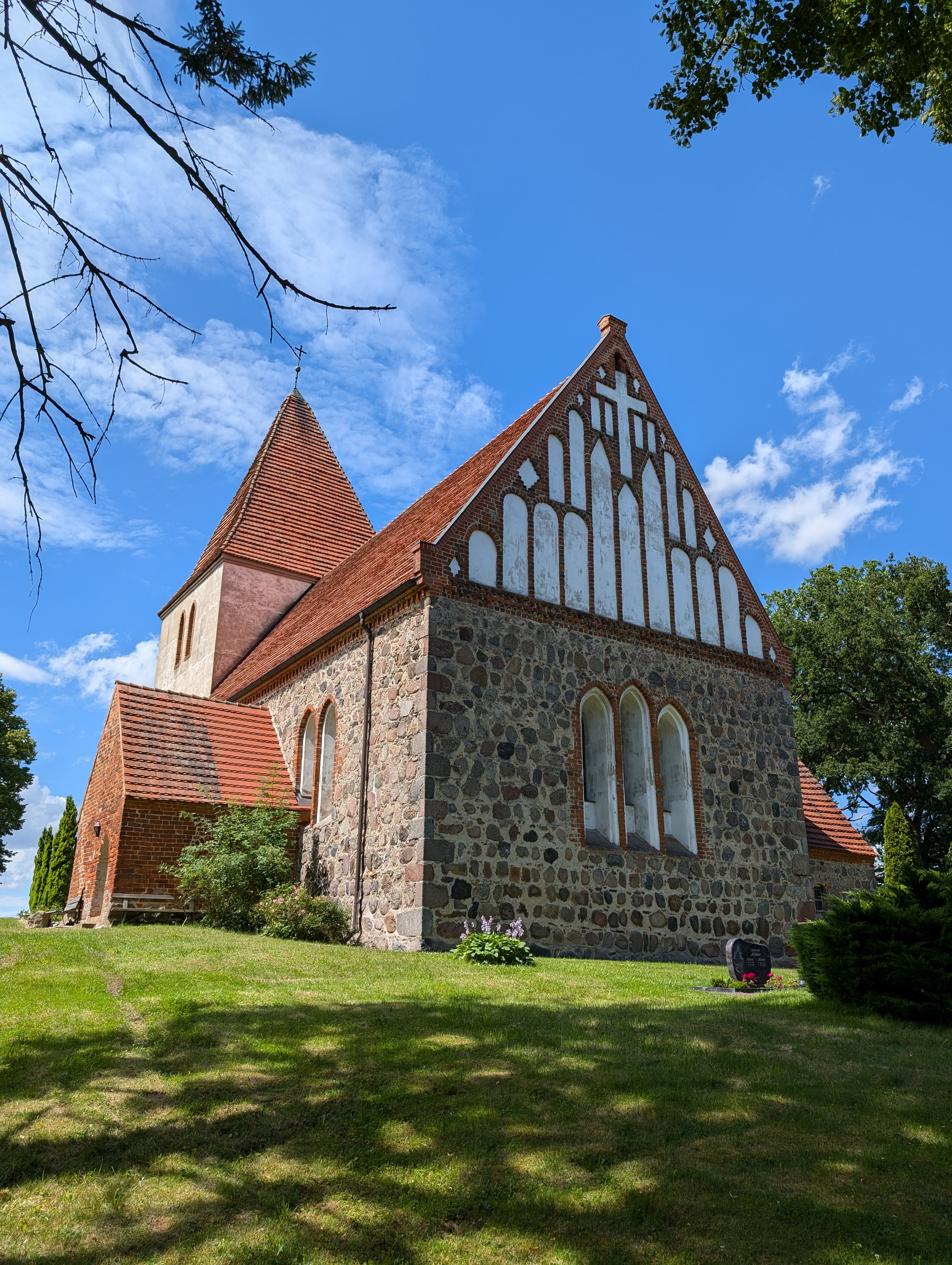
Ostgiebel, 2024

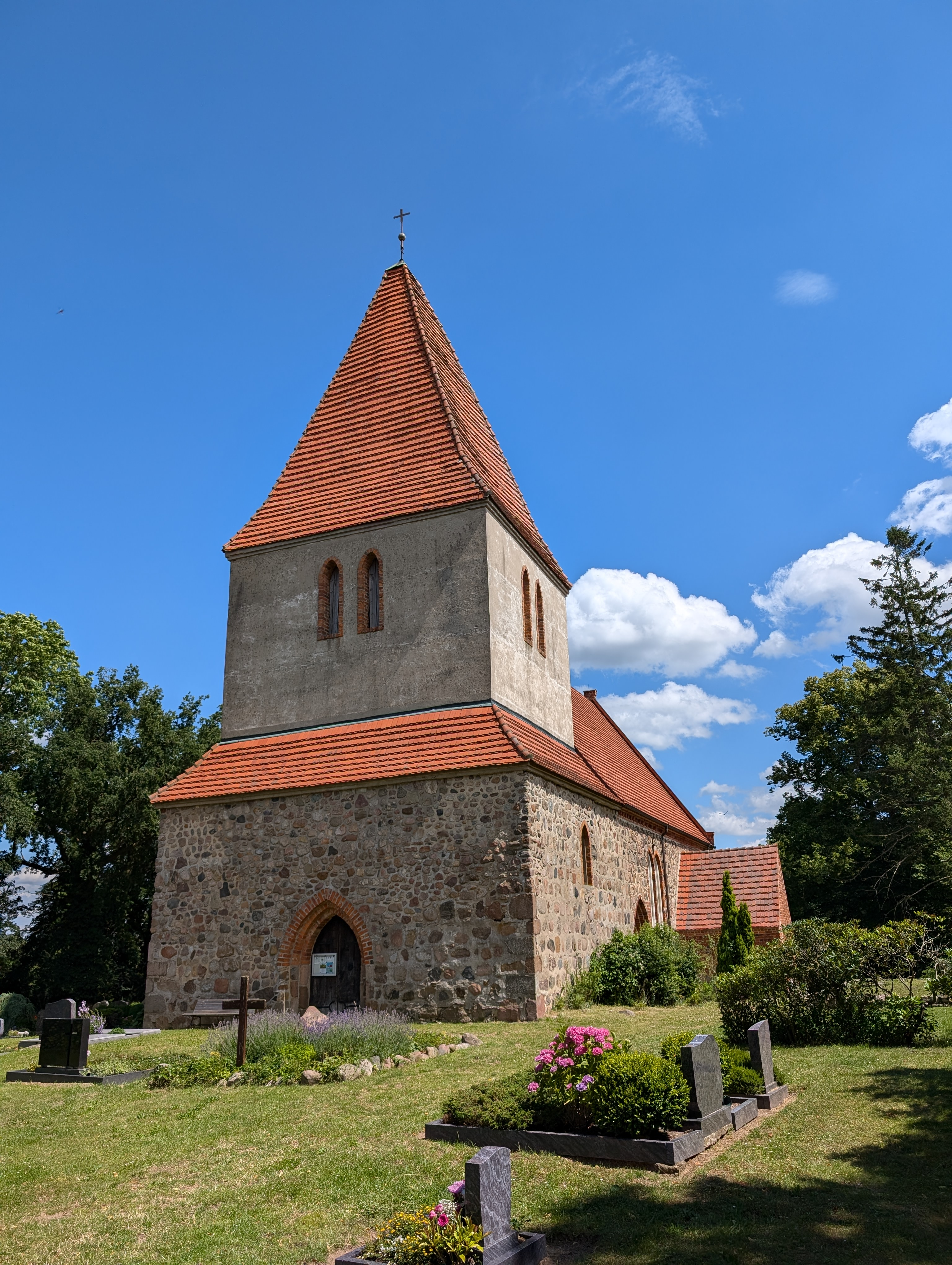
Westturm, 2024

Die Dorfkirche Zehna ist ein mächtiger Feldsteinbau, wohl Ende des 13. Jahrhunderts erbaut. Zehna liegt im Süden des Landkreises Rostock in Mecklenburg-Vorpommern und gehört zur Propstei Rostock im Kirchenkreis Mecklenburg der Evangelisch-Lutherischen Kirche in Norddeutschland (Nordkirche).

## Geschichte
Als am 16. April 1291 Fürst Nicolaus von Werle dem Güstrower Domstift das Patronat der zum Archidiakonat des Güstrower Dompropstes gehörenden Kirche zu Zehna schenkte, gab es schon die zwei Dörfer Groß Zehna und Wendisch Zehna (Slavica Cene).
Groß Zehna war ein bevölkertes Bauerndorf und Wendisch Zehna ein größerer Herrenhof als Rittersitz, auf dem die alte Adelsfamilie von Zehna saß. Als erster Ritter auf Zehna und Zeuge für Fürst Nicolaus von Werle wurde 1263 Machorius (Magorius) de Cene genannt. Sein Sohn Machorius war als Ritter im Gefolge der Fürsten von Werle von 1270 bis 1296 auf Zehna ansässig.
Am 13. Juli 1298 bestätigte in Güstrow auch der Bischof Petrus zu Cammin dem Güstrower Domstift das Patronat der Kirche zu Zehna.
1357 war Machorius von Brüsehaver, dessen Vater eine Tochter derer von Cene geheiratet hatte, für sieben Jahre Pfandherr beider Zehna.
Doch schon 1364 wurde er von den von Passow abgelöst. Heino de Partzow heiratete die letzte Erbtochter des Ritters Machorius de Cene und löste die Pfandrechte der von Brüsehaver an Zehna ab. Ab 1373 lagen die Passower Knappen Henneke, Christian und Godeke ständig in Fehde mit dem Kloster Dobbertin.
Von 1400 bis 1440 saß Carsten von Passow auf Zehna, Vietgest und Bellin. Von 1465 bis 1506 hatte sein Sohn Carsten das Gut in Zehna. Er gab dem Kloster Dobbertin mehrfach Geld, weil dort seine Töchter Adelheid und Anna seit 1502 Nonnen waren. 1506 stellte er drei Ritterpferde gegen Lübeck. Von 1520 bis 1564 hatte Mathias von Passow das Gut Zehna mit Anteilen in Bellin. Seine Grabplatte von 1591 befindet sich in der Zehnaer Kirche.
Ab 1605 wurde das bisher vom Güstrower Dom besessene Patronat der Zehnaer Kirche dem herzoglich mecklenburgischen Hofjunker Adam von Passow überlassen. Rechtsnachfolger wurden dann die Freiherren von Sala, die 1675 den Allodialbrief über Zehna und Bellin und 1689 auch das Zugeständnis des Kirchenpatronats vom Herzog Gustav Adolph von Mecklenburg-Güstrow erhielten. Angelius von Sala war 1662 noch der Leibarzt von Herzog Gustav Adolph.
1741 war Joachim Amtsberg Pastor in Zehna. Er wurde schon 1738 gewählt, doch der Herzog hatte die Wahl angefochten.
1781 übernahm Hans Ernst Graf von Hardenberg den Besitz von Zehna, Bellin und Steinbeck mit dem Patronat der Kirche zu Zehna und Bellin an.
Anfang 1796 klagte Pastor Christoph Heinrich Hane mit einer Reihe von Pastoren über die jetzt so sehr überhand nehmende Dieberei und Bettelei auf dem Lande. Es ziehen ganze Banden von ausländischen Bettlern täglich auf den Dörfern umher und wir müssen fast den vierten Teil unserer Einkünfte aufwenden, um die zum Teil impertinenten Gäste abzukaufen. Die Pastoren seien alle bestohlen worden und sind wir alle so in Furcht und Schrecken gesetzt, dass wir keine Nacht uns ruhig zu Bette legen können.
Während der Amtszeit von Pastor Julius Ludwig Vitense brannte 1872 in der Nacht zum 1. März das strohgedeckte Pfarrhaus ab und dabei wurden auch alle Kirchenbücher und Pfarrakten ein Raub der Flammen.

## Baugeschichte
Die Kirche in Zehna wurde um 1281 erwähnt und ist durch die Familien Cene erbaut worden. Sie steht auf dem höchsten Punkt des Rittersitzes, gehört zu den ältesten Kirchen dieses Bereiches und ist für Zehna allein viel zu groß.
Wie bei fast allen mecklenburgischen Dorfkirchen in diesen Zeiten, wurden auch in Zehna die im Land vorhandenen Feldsteine zum Kirchenbau genutzt. Der wuchtige Unterbau des Westturmes wirkt wie ein Wehrturm. Daher wird auch vermutet, dass der untere Teil des Kirchturmes am südlichen Abhang zum Zehnaer-See hin einst zu einer Burg gehörte, was urkundlich bisher nicht belegt werden konnte.
Nach den Grundmauern aus Feldsteinen wurde der Chor eingewölbt und verputzt, wie mittelalterliche Farbfassungen belegen. Die Baunaht zwischen dem Gurtbogen und dem Kirchenschiff lassen vermuten, dass es hier eine Verbretterung zum Schiff hin gab und die Einwölbung erst später erfolgte. Doch alle Bauteile zeigen eine einheitliche Bauweise mit behauenen Feldsteinquadern an den Ecken und lagen- und schichtartig aufgemauerten Wänden aus Feldsteinen.

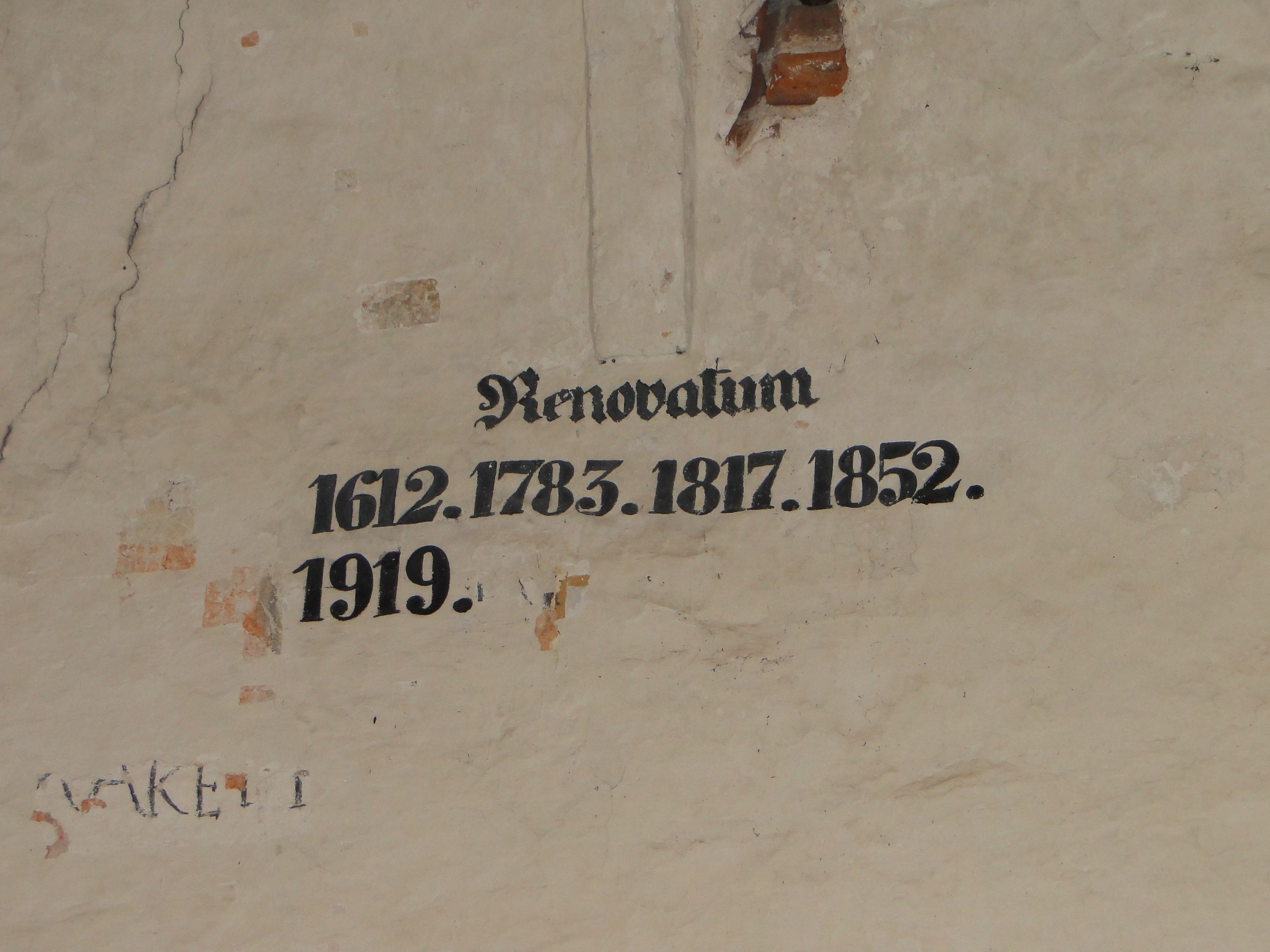
Restaurationsdaten im Ostgewölbe des Chores

Über Jahrhunderte, auch der Dreißigjährige Krieg hinterließen keine sichtbaren Spuren, so ist kaum etwas zur Baugeschichte und zur Baulast der Zehnaer Kirche bekannt.
Die Renovierungsdaten 1612, 1783, 1817, 1852 und 1919 lassen aber vermuten, dass es in diesen Jahren Renovierungs- und Bauarbeiten gegeben haben muss. Trotz der Verrußung der Wände und Gewölbe durch den eisernen Ofen in der Kirche konnte 1998 der Restaurator Heiko Brandner mehrere Ausmalungen nachweisen. In den Jahren 1873, 1817, 1852 und 1919 erhielt das Kirchenschiff und der Chor eine weiße Kalkung ohne weitere Gestaltung. Um 1852 und 1919 könnten auch am Turmunterbau nachträglich die Strebepfeiler aus kleinformatigen Ziegeln angefügt worden sein. Je eine auf der Nord- und Südseite nahe der westlichen Ecke und einer auf der Westseite nahe der südlichen Ecke.
Eine Erinnerung an die letzte Gutsbesitzerfamilie Georgi sind die Glasmalereien in den Buntglasfenstern, die 1935 Dr. Georgi von der Hamburger Glasmalerin Christel Kuball anfertigen ließ.
Erst 50 Jahre später war im Sommer 1971 von einem stark baufälligen Kirchturm und dessen Abbruch zu hören. Um 1970 war das Feldsteinmauerwerk vom Turm völlig eingestürzt und das Turmdach stand nur noch auf der hölzernen Fachwerkkonstruktion.
Durch die fehlenden Dachziegelabdeckungen und eindringende Feuchtigkeit waren an der unteren westlichen Turmseite große Flächen der äußeren Feldsteine abgestürzt. Das freiliegende Ziegelmauerwerk war stark verwittert und ausgewaschen, die Zwischendecken durch das offene Dach nicht mehr trittsicher und einige Sparrenfüße und Balkenköpfe zerstört. Das Fachwerk um den Glockenstuhl hatte keine Verschalung mehr und war der Witterung ausgesetzt. Nach einer Ortsbesichtigung am 7. September 1971 wurde in dem Gutachten vom 21. Juni 1972 zusätzlich vermerkt … weitere Einzelheiten können nur an Ort und Stelle nach dem beschaffbaren Material angegeben werden. Nach einer weiteren Besichtigung am 27. Juni 1973 und Variantenuntersuchungen, die vom Totalabbruch, Teilabbruch bis zum Wiederaufbau des Turmes reichten, begann im Sommer 1974 die kirchliche Baubrigade aus Güstrow mit der Sicherung und Sanierung des Turmbereiches. Das gesamte untere Felsenmauerwerk wurde erneuert und verankert. Danach ist die gesamte hölzerne innere Turmkonstruktion gesichert, mit Stahlbetonringbalken versehen und mit Hohlblocksteinen ausgemauert worden. 1975 konnte man nach Gerüstbeschaffung eines doppelten Stangengerüstes mit der handwerklichen Instandsetzung der Schäden beginnen. Es wurde der obere Turmteil mit Schlämmputz versehen, die Turmspitze und der untere Dachabsatz neu eingedeckt und das Kirchendach repariert. 1991 erfolgten etliche Verschönerungsarbeiten in der Kirche und dem Friedhof zur 700-Jahr-Feier von Zehna.
2004 wurden die Dächer vom Turm, Kirchenschiff und der Sakristei mit neuen Dachziegeln eingedeckt.
Die 235 Meter lange Friedhofsmauer konnte von 2001 bis 2005 als Trockenmauer wieder hergestellt und auch das Eingangstor neu aufgemauert werden.

## Baubeschreibung

### Äußeres
Dem Ende des 13. Jahrhunderts errichteten rechteckigen Kirchenschiff schließt sich in gleicher Breite und in der gleichen Mauerstruktur der Unterbau des annähernd quadratischen Turmes an. Der Unterbau hat die gleiche Höhe wie das Kirchenschiff, der obere Turmteil besteht aus Ziegelmauerwerk mit Feldsteineinlagen. Der untere Turm wurde von Steinschlägern aus roh behauenen Feldsteinen errichtet. Sorgfältig behauen wurden nur die größeren Eckquader, um einen lotrechten Turm zu erhalten. An der Nordwestecke befindet sich über dem Turmfundament ein besonderer Stein, der Schachbrettstein. Falls man auf eine Steinfuhre warten musste, betätigten sich die Steinschläger mit dem Schachbrettmuster. Die nachträglich beidseitig am Turm mit Backsteinen angebauten Strebepfeiler haben keine Verzahnung mit dem Feldsteinmauerwerk. Der sich verjüngende, mit Mauerziegeln und Kalkschlämme verputzte obere Westturm schließt mit einem Zeltdach ab. Die Dachkonstruktion des Kirchenschiffs und Chors ist ein durchgehendes steiles Kehlbalkendach und als Satteldach mit Biberschwanzdachziegeln in Doppeldeckung ausgeführt.
Die ältesten Bauteile sind der quadratische Chor mit dem kuppelförmigen Domikalgewölbe und die kreuzrippengewölbte Nordsakristei. Beide haben einen aufwendig gemauerten und teilweise verputzten Spitzbogenblendgiebel über dem Zahnfries, der als horizontales Schmuckband eingefügt wurde. In den Gewänden der Dreifenstergruppe des Ostgiebels und der Fensterpaare der Nord- und Südfassade mit ihren schräg eingehenden Wandungen und Laibungen sind Dreiviertelsäulen eingestellt. Auch das West-, Süd- und Priesterportal haben einfach abgestufte und eingestellte Dreiviertelstäbe.

### Inneres
Der Chor wird von einem achtrippigen Gewölbe überspannt. Das einjochige Kirchenschiff besitzt ein spätgotisches Kreuzrippengewölbe als Decke. Für die Rippen wurden Formziegel verwendet. Die Wandflächen werden durch gepaarte Lanzettfenster gegliedert. Der Turm hat innen ein Holzfachwerk, das nur in der Ostwand eingebunden ist und den Glockenstuhl und das Zeltdach trägt.
Bei den 1998 durchgeführten ersten Untersuchungen konnten die Restauratoren an den Wänden und Gewölben im Schiff und im Chor mittelalterliche Farbfassungen und eine spätmittelalterliche Erstausmalung im Schiff nachweisen. Als erste gemeinsame Farbfassung des gesamten Kirchenraumes konnte die Renaissancefassung von 1612 an einzelnen Flächen freigelegt werden. Der Chor war dabei aufwändiger mit figürlichen und ornamentalen Motiven gestaltet als das Kirchenschiff. Die 2009 begonnene innere Renovierung wurde 2013 mit den Fenstern abgeschlossen.

#### Altar

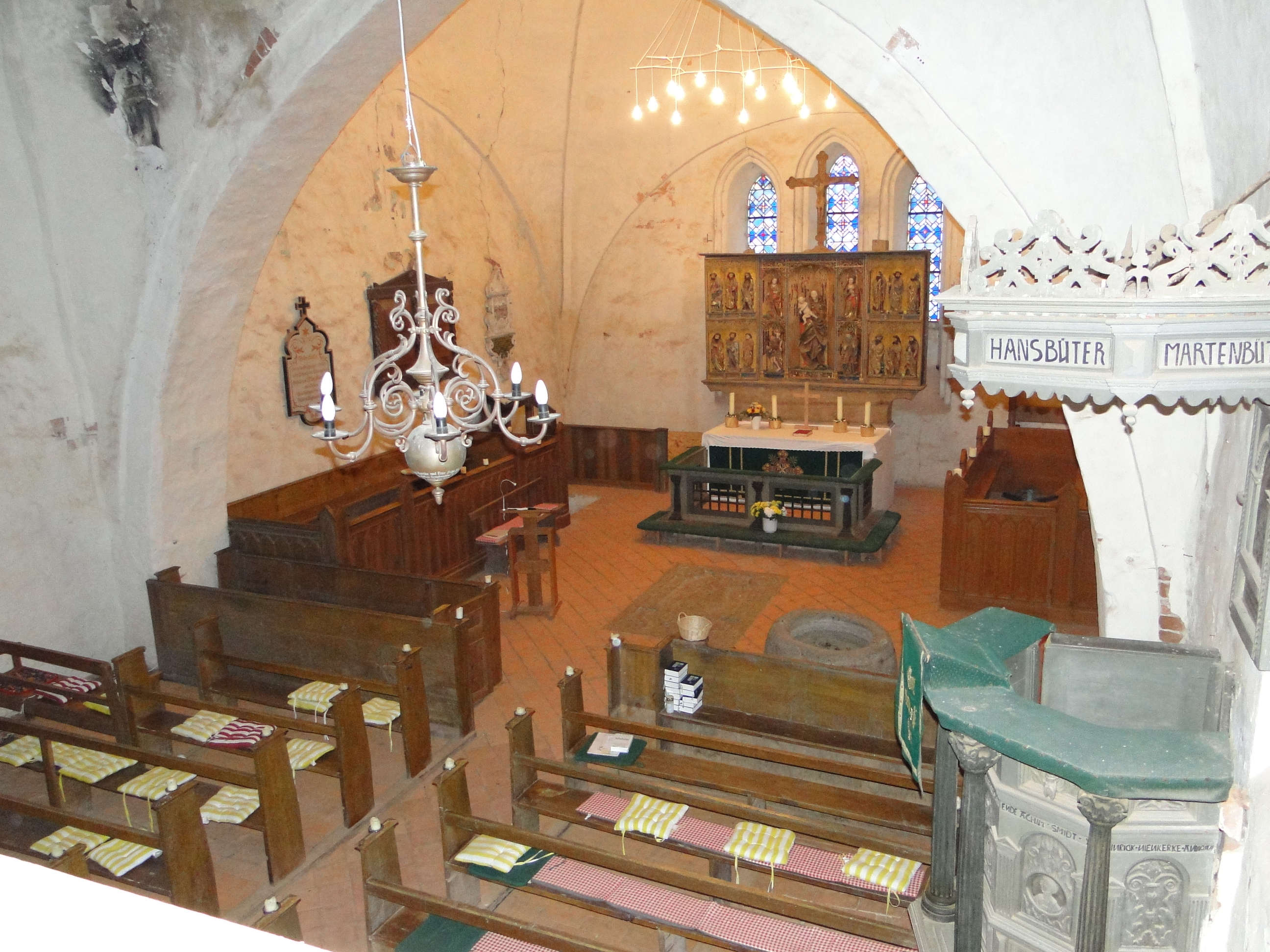
Innenraum, Blick zum Chor mit Altar, 2013

Zwischen 1530 und 1540 ließ das Domstift in Güstrow, dessen Kapitel das Patronat über Zehna innehatte, den dortigen Altarschrein anfertigen, vermutlich aus derselben Güstrower Werkstatt wie die Domapostel, denn manche Figuren in Zehna haben große Ähnlichkeit mit den Güstrower Aposteln. Mit den Heiligenfiguren und Bildern ist der Zehnaer Altarschrein ein typisches Andachtsbild des katholischen Glaubens im späten Mittelalter. Er wird der Werkstatt von Claus Berg zugeordnet, wie auch die Altäre in den Dorfkirchen in Lancken, Ortsteil von Rom (Mecklenburg), bei Lübz und Eixen. Der Schrein besteht aus dem Mittelschrein, zwei Kastenflügeln mit den Aposteln in zwei Reihen übereinander und auf der Rückseite zwei Gemäldeflügel und einem Standflügel. Als Material wurde Eiche verwendet.
Im Mittelschrein Muttergottes mit Kind in einer kapellenartigen Nische. In den seitlichen Gefachen vier Heiligenfiguren unter Gewölbebaldachinen mit Rankenwerk. Links hl. Katharina und Christophorus, rechts hl. Maria Magdalena und Antonius. Auf den Innenseiten der Kastenflügel die zwölf Apostel in zwei Registern übereinander, auf der Sockelblende beischriftlich bezeichnet. Auf den Flügelaußenseiten Tafelmalereien. Auf der Sonntagsseite acht Szenen aus dem Marienleben und der Kindheit Jesu: Tempelgang Mariens, Vermählung mit Joachim, Verkündigung an Maria, Heimsuchung, Geburt Jesu, Beschneidung, Anbetung der Hl. Drei Könige, Darbringung im Tempel. Auf der Werktagsseite einst vier großfigurige Heilige, nur noch die Malereien auf dem rechten Gemälde- und Standflügel erhalten: hl. Paulus und Sebastian. Als Vorlage sind Kupferstiche aus dem Marienzyklus Israhel van Meckenems anzunehmen.
Sgraffito im rechten Kastenflügel oberes Register, hinter der mittleren Figur des hl. Bartholomäus in den geschliffenen Kreidegrund eingeritzt: D[omi]ni no[ster]. Dum Sigmund[us] ut Lukas su[n]t tabum meum secundum tantumdie unus unii Peccabit anma mea, etwa Lukas sind mein Gift wie meistens am Tag, einer wie der andere.
Mit einem Festgottesdienst am 19. Juni 1991 konnte der restaurierte Altar in der Kirche geweiht werden. Schon seit 1910 war die Rettung des Altars angemahnt worden. Doch erst im Sommer 1974 begann man durch den damaligen Hauptkonservator Johannes Voß vom Institut für Denkmalpflege in Schwerin nach erheblichen Verlusten auf den Bildtafeln die Malereien zu sichern. Die Restaurierung erfolgte 1975 durch die Restauratorin Frau Gubsch aus Lohmen.

#### Kanzel
Die Kanzel aus Holz ist von 1575 und wird von freistehenden fünfeckigen korinthischen Säulen getragen. In den Brüstungsfeldern befinden sich Schnitzportraits vom Pastor Hinrick Gösler und den Kirchenjuraten Achim Büter, Achim Schmidt und Hinrick Nienkerke. Am Schalldeckel sind die Namen Chim Büter, Marten Büter, Hinrich Büter, Hans Büter und Marten Büter zu lesen, die wohl die Stifter der Kanzel waren. Die Gemälde an der Kanzelrückwand sind von 1702.

#### Taufstein

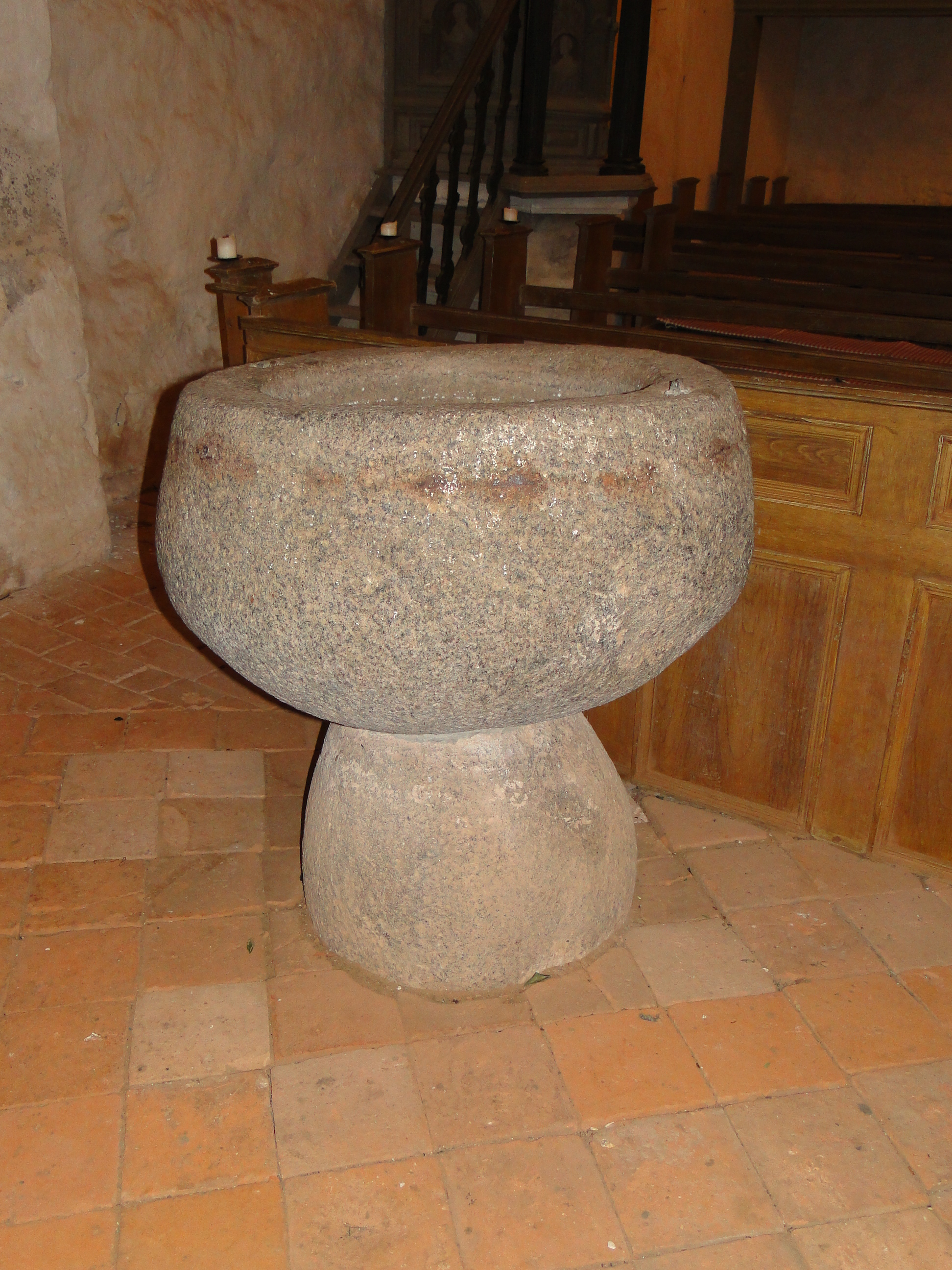
Taufstein, 2013

Mit einem Durchmesser von über einem Meter gehört die Granitfünte in Zehna zu den frühromanischen Taufsteinen. Auch die Wandstärke der Kuppa ist mit 14 Zentimetern überdurchschnittlich stark. Die handwerkliche Ausführung geschah durch die Stein auf Stein Klopftechnik, wie an der rauen Oberfläche zu sehen. Anschließlöcher für eine Haubenabdeckung und Rostspuren unter dem oberen Rand der Kuppen weisen auf eine Herstellung vor 1160 hin. Auch diese Fünte hatte, wie bei den Wenden üblich, vor der Kirche gestanden. Kuppa und Fuß haben keinen Figurenschmuck, beeindrucken aber durch ihre wuchtige Formgebung.
Die Fünte hatte, Kuppa und Fuß nebeneinander, um 1900 noch in Turmraum gestanden. Seit 1936 steht sie wieder vor der Südwand nahe der Kanzel und wird zu Tauffeiern genutzt. Sie hat folgende Abmessungen: Gesamthöhe 98 cm, Kuppa allein 52 cm, Breite 101 cm, Wandstärke 14 cm, Taufschalenbreite 63 cm, Tiefe 29 cm.

#### Orgel

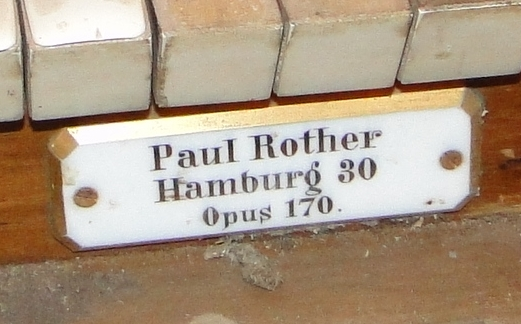
Orgelbauer Paul Rother, Hamburg, 2013

Die heutige Orgel (I/P/6) wurde 1919 durch den Hamburger Orgelbauer Paul Rother gebaut. Der 1871 in Schweidnitz geborene und dort bei den Orgelbauern Schlag & Söhne gelernt hatte, fertigte 1919 den einzigen Neubau für Mecklenburg in der Kirche zu Zehna. Die Brüstungsorgel mit linksseitigem Spieltisch wurde nach 1945 wenig genutzt. 1953 erfolgte die mutwillige Zerstörung der Orgel und der Verlust der Pfeifen durch Jugendliche des Dorfes. Die Orgel war bis 2016 nicht spielbar. Sie wurde im Sommer 2016 durch den Mecklenburger Orgelbau aus Plau am See restauriert. Zur Einweihung am 16. Oktober 2016 spielte der Orgelsachverständige des Kirchenkreises Mecklenburgs, Friedrich Drese die Paul-Rother-Orgel.
Es muss schon vor 1689 eine Vorgängerorgel gegeben haben. Die kleine Barockorgel hatte der neue Gutsbesitzer Hans Christian Sala bauen lassen. Sein Wappen schmückt den Orgelprospekt mit Putten und Ornamenten. Die von Sala hatten von 1689 bis 1781 Zehna in ihrem Besitz.

#### Glocken
Im Turm hingen einst drei Glocken, die älteste von 1593. Eine vierte, die kleinste war auf dem Ostende des Dachfirstes angebracht. Die mittlere und kleinere wurden 1854 durch den Hofglockengießer Peter Martin Hausbrand in Wismar umgegossen. Die größere hatte die bekannte Inschrift CONSOLOR VIVA * FLEO MORTUA * PELLO NOCIVA (Lebende tröste ich, Tote beweine ich, ich vertreibe Schädliches). Heute hängt noch eine Bronzeglocke im Glockenstuhl, die an geraden Holzjoch in Nord-Süd-Richtung schwingt.

#### Grabplatte

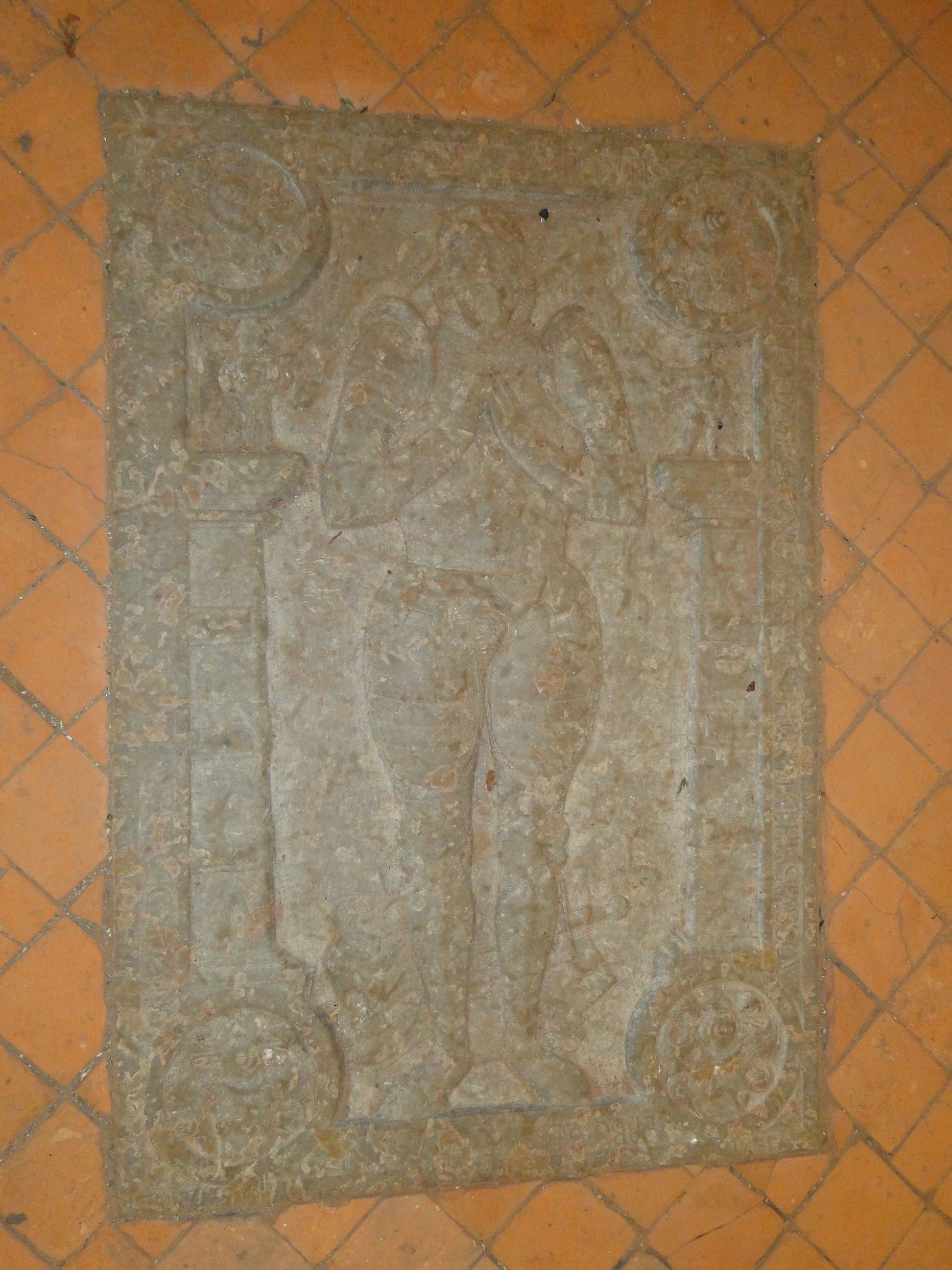
Grabplatte von Matthias von Passow, 2013

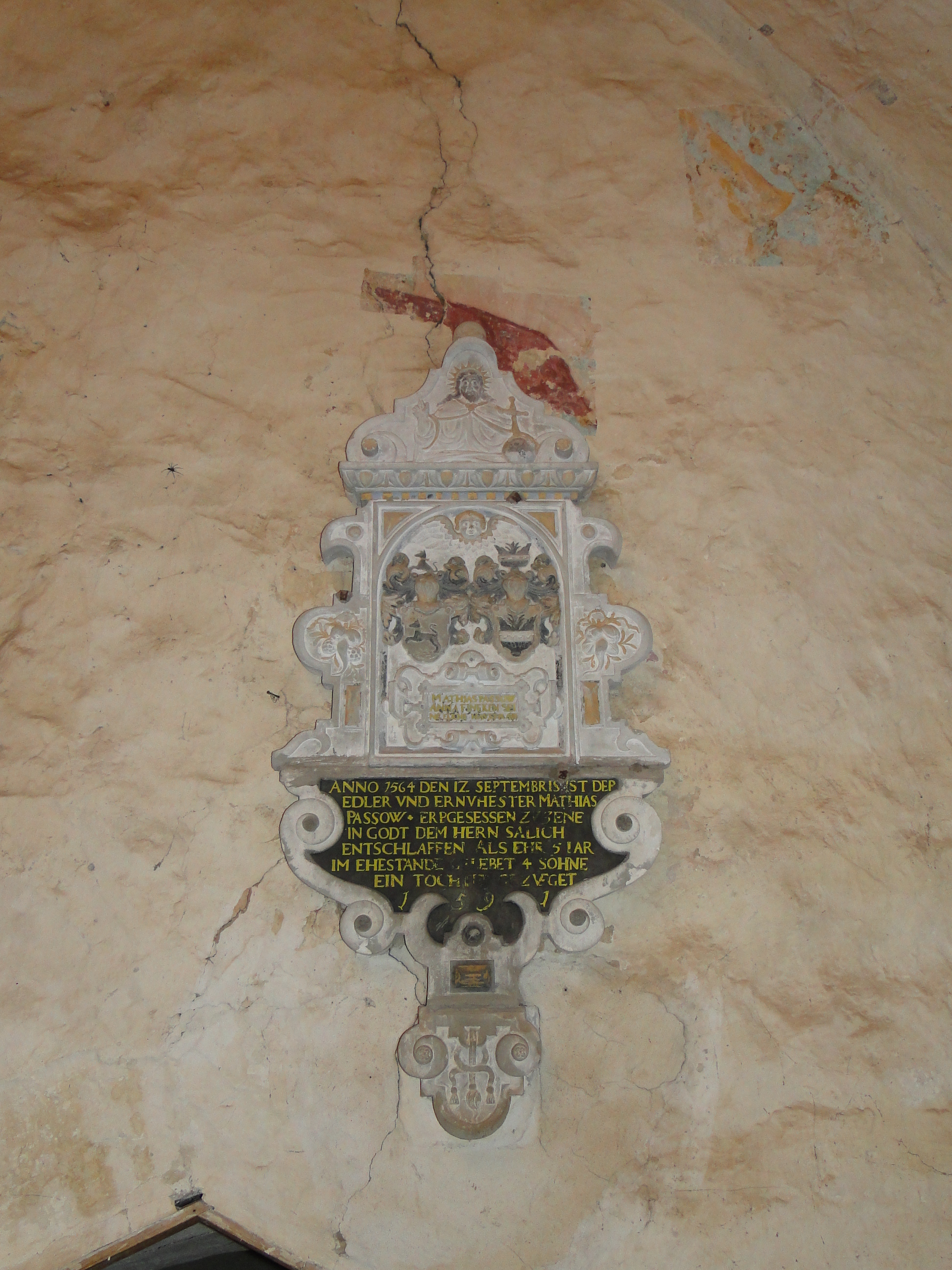
Epitaph für Matthias von Passow, 2013

Vor dem Altar befindet sich der Grabplatte des Matthias von Passow mit Flachrelief des Verstorbenen. Die Umschrift lautet: ANNO 1564 DEN 12 SEPTEMBRIS IST DER EDLER UND ERNSTVESTHER MATIAS PASSOW ERPGESESSEN ZU ZENE IN GODT DEM HERN SALICH ENTSCHLAFFEN. Matthias von Passow kämpfte in der Jugend gegen die Türken in Ungarn, bürgte für Herzog Ulrich von Mecklenburg und starb 1564 in Zehna. Seine Gemahlin Anna von Finecke und die Söhne Günther und Adam stifteten den Grabstein. Da Anna 1590 starb, ist es gleichzeitig ein Gedenkstein für ihren Tod.

#### Epitaph
Von demselben Mathias von Passow gibt es noch ein kleines Wappenepitaph aus Kalksandstein von 1591 mit seinem Namen und dem seiner ehelichen hausfraw Anna Finecke. Im oberen Teil sind die Wappen der Familien von Passow links und der von Finecken rechts dargestellt. Im unteren dunkel gehaltenen Teil ist gelb auf schwarz zu lesen: ANNO 1564 DEN 12 SEPTEMBRIS IST DER EDLER UND ERNVHESTER MATHIAS PASSOW ERPGESESSEN ZU ZENE IN GODT DEM HERN SALICH ENTSCHLAFEN ALS EHR 5 JAR IM EHESTANDE GELEBET 4 SöHNE EIN TOCHTER GEZEUGET. 1591. Anno 1564 den 12. September ist der edle und ehrenswerte Mathias Passow erbgesessen zu Zehna in Gott dem Herrn selig entschlafen als er 5 Jahre im Ehestand gelebt vier Söhne und eine Tochter gezeugt (hat) 1591.
Matthias von Passow heiratete im späten Alter von 58 Jahren 1599 die 19-jährige Anna von Finecke. Der Altersunterschied betrug 39 Jahre. Sie hatten in der nur fünf Jahre andauernden Ehe fünf Kinder gezeugt.

## Pastoren
Namen und Jahreszahlen bezeichnen die nachweisbare Erwähnung.
- erwähnt 1314 Pfarrer Heinrich[2]
- 1575–1577 Heinrich (Hinrick) Gosler (Gösler), sein Name mit Jahreszahl 1575 findet sich an der Kanzel.
- 1627–1660 Heinrich Brockmann, aus Wismar.
- 1660–1667 Nicolaus Lütkens (Lütke), aus Rostock.
- 1667–1687 Johann Rost, aus Erfurt.
- 1689–1733 Matthias Bernhard Piper, aus Stralsund.
- 1741–1778 Joachim Amtsberg, wurde schon 1738 gewählt, doch Herzog Carl Leopold hatte die Wahl angefochten.
- 1779–1802 Christoph Heinrich Hane, aus Plau am See. 1798 Beschwerden wegen Dieberei und Bettelei von durch die Dörfer ziehenden Banden, dabei wurden auch die Pastoren bestohlen.
- 1803–1846 Friedrich Gottfried Krebs, aus Halle a. d. Saale.
- 1846–1866 Gustav Christoph Carl Pommerenck, aus Schwerin.[42]
- 1866–1900 Julius Ludwig Vitense, aus Schwerin. Während seiner Amtszeit brannte in der Nacht am 1. März 1872 das strohgedeckte Pfarrhaus ab, alle Kirchenbücher und Pfarrakten wurden ein Raub der Flammen. 1874 Präpositus.[43]
- 1900–1910 Friedrich Wilhelm Carl Otto Gronow, aus Lübz, 1895 Rektor in Krakow.[44]
- 1910–0000 Kitzing, aus Bellin.
- 1917–1938 Karl August Eduard Schäffer, auch in Bellin.[45]
- 1938–0000 Dietrich Bründel, Lehrvikar auch in Bellin.[46]
- 1946–0000 Joseph Alexander Siegfried Müller, Vertretung auch in Bellin.[47]
- 1967–0000 Schlettwein, aus Sternberg.
- 1971–2007 Karl-Heinz Schröter, aus Lohmen.
- 2008–2011 Volkmar Seyffert, aus Lohmen.
- 2011–2012 Uwe Benckendorff
- 2012–2014 Beate Reinhard als Vertretungspastorin.
- 2014–2015 Uwe Benckendorff
- 2015 aktuell Jonas Görlich, aus Lohmen.

## Heutige Kirchengemeinde
Die Evangelisch-Lutherische Kirchengemeinde Zehna gehört mit den 30 Dörfern Altenhagen, Badendiek, Bellin, Bölkow, Braunsberg, Ganschow, Garden, Gerdshagen, Groß Breesen, Hohen Tutow, Kirch Kogel, Kirch Rosin, Klein Breesen, Klein Upahl, Klueß, Koitendorf, Lähnwitz, Marienhof, Mühl Rosin, Neuhof, Nienhagen, Oldenstorf, Reimershagen, Rothenbeck, Rum Kogel, Schönwolde, Steinbeck und Suckwitz mit den Kirchen in Dorfkirche Badendiek, Bellin (Krakow am See), Kirch Kogel, Kirch Rosin und Klueß (Haus der Kirche) zur Kirchengemeinde Lohmen.

### Gedruckte Quellen
- Mecklenburgisches Urkundenbuch (MUB)
- Mecklenburgische Jahrbücher (MJB)

### Ungedruckte Quellen
- Landeshauptarchiv Schwerin (LHAS)
  - LHAS 1.5-4/3 Urkunden Kloster Dobbertin.
  - LHAS 3.2-3/1 Landeskloster/Klosteramt Dobbertin. 7.2.1 Gerichtsbarkeit Nr. 3304, 7. 2. 2 Kirche Nr. 3306, 7.4.1 Grenzen 1768–1850.
  - LHAS 5.12-3/1 Mecklenburg-Schwerinsches Ministerium des Innern.
    - Nr. 16048 Rekurse gegen Bescheide der Patrimonialgerichte in Bezug auf Armenunterstützung 1897–1898.
    - Nr. 7547 Stelleneinkommen der Pfarre zu Zehna 1906–1921.
    - Nr. 8268 Emeritierung der Geistlichen der Pfarre zu Zehna 1909–1911.

  - LHAS 9.1-1 Reichskammergericht Prozeßakten 1495–1806.
- Landeskirchliches Archiv Schwerin (LKAS)
  - OKR, Specialia Abt. 4, Nr. 010 Zehna, Hölzung der Pfarre und Küsterei und Vererbpachtung der Kirchenländereien 1762–1946.
  - OKR, Kirchenbücher Zehna 1740–1871.
  - OKR, Pfarrarchiv Bellin, Nr. 05 Der Pastor Aussage des Pastors Pieper aus Zehna über das nicht vorhandene Viehsterben während seiner Amtszeit. 1714.
  - OKR, Pfarrarchiv Zehna/Bellin.
    - Nr. 18 Pfarrchronik bis 1980, Vereinigung der Pfarren Zehna und Bellin 1914.
    - Nr. 48 Begräbnisordnung des Kirchhof zu Zehna 1858–1922.
    - Nr. 08 Bauten und Inventar 1861–1910, 54. Bericht über den Altar, 57. Brandversicherung.
- Landesamt für Kultur und Denkmalpflege Mecklenburg-Vorpommern (LAKD)
  - Abt. Denkmalpflege, Kirche Zehna 1909–2015 mit Restaurierungsdokumentation zum Marienretabel.
  - Archiv.